# Ugly Kid Joe
Gli Ugly Kid Joe sono un gruppo musicale heavy metal, formato a Isla Vista (California) nel 1989.

## Storia

### Gli inizi (1989–1991)
La Band diventò popolare agli inizi degli anni '90, mischiando elementi umoristici con l'heavy metal. Il loro logo è un ragazzo brutto, da cui il nome, con un cappello da baseball al contrario, che porge il dito medio. Pesantemente influenzati dai Black Sabbath, gli Ugly Kid Joe hanno anche suonato cover quali Sweet Leaf e N.I.B.. Il gruppo ha suonato in tour negli U.S.A. molte volte, la seconda delle quali in supporto agli Scatterbrain, e dopo, come gruppo di supporto per i Black Sabbath con Ozzy Osbourne.
La band ottenne il successo nel 1992 col singolo Everything About You, il quale ottenne il terzo posto nella Official Singles Chart e riuscì ad entrare nella Billboard Top 100 del 1992. La canzone fu successivamente usata nel film Fusi di testa. Gli altri singoli non ebbero lo stesso successo; nonostante ciò, l'accoglienza positiva per la loro versione live di Cat's in the Cradle, originariamente eseguita da Harry Chapin, su MTV, spronò il gruppo ad incidere una versione in studio il quale fu successivamente pubblicato come singolo, vendendo oltre 500 000 copie solo negli Stati Uniti e raggiunse il settimo posto nella Official Singles Chart.

### Il successo commerciale (1992–1996)
Dopo un tour mondiale di supporto al loro album uscito nel 1992 America's Least Wanted, la band cercò un sostituto batterista, in quanto Mark Davis decise di abbandonare la band, per condurre una vita tranquilla, lontana dai riflettori. Davis fu sostituito da Shannon Larkin (Souls at Zero, Wrathchild America, e Wrathchild). La sua presenza portò ad un suono più duro, per il loro secondo album Menace to Sobriety, pubblicato nell'estate del 1995. Menace to Sobriety fu accolto positivamente da critica e pubblico, e il Rock Magazine Kerrang! lo candidò come album dell'anno.
Nonostante il successo oltreoceano e un tour europeo, l'album fu scarsamente supportato dalla Mercury Records e di conseguenza fu un insuccesso commerciale negli Stati Uniti. Ciò causò la rottura dalla Mercury Records, e la fondazione, da parte della band, di un'etichetta indipendente, la Evilution Records, per la pubblicazione del loro prossimo album. Con il supporto per la distribuzione da parte di Castle Communications, Motel California fu pubblicato nel 1996, di nuovo la band organizzò un tour in Europa, riscontrando un minor successo rispetto al precedente. Il tour fu chiamato Late Check-out Tour, sottolineando il lato umoristico della band. Motel California inizialmente non riscontrò un gran successo, né di critica né commerciale, ma è stato rivalutato in tempi recenti.

### La rottura e il silenzio (1997–2009)
Gli Ugly Kid Joe si sciolsero nel 1997. Il batterista Shannon Larkin entrò a far parte dei Godsmack nel 2002, mentre Whitfield Crane prese il posto di Keith Caputo, che nel 1997 lasciò la rock band di New York Life of Agony. Dopodiché partecipò con alcuni membri dei Godsmack in un progetto chiamato Another Animal.

### Reunion (2010–presente)
Klaus Eichstadt ha annunciato a dicembre 2009 nell'edizione tedesca di Metal Hammer, che i membri degli Ugly Kid Joe avevano intenzione di riunirsi nell'estate del 2010, non specificando le loro intenzioni, se volessero solo tornare a fare tour o a produrre materiale nuovo. Il 27 maggio 2010, nel loro profilo myspace, il gruppo ha affermato di voler ritornare a compiere tour, con la stessa formazione che avevano un anno prima della rottura.
Il 21 ottobre 2022 uscirà Rad Wings of Destiny, il loro quinto album in studio dopo sette anni.

## Formazione

### Formazione attuale
- Whitfield Crane - voce (1987–1997, 2010–presente)
- Dave Fortman - chitarra, cori (1992–1997, 2010–presente)
- Klaus Eichstadt - chitarra, cori (1987–1997, 2010–presente)
- Cordell Crockett - basso, cori (1991–1997, 2010–presente)
- Zac Morris - batteria, percussioni (2021–presente)

### Ex componenti
- Eric Phillips –chitarra (1987–1989)
- Roger Lahr - chitarra, cori (1989–1992)
- Phil Hilgaertner – basso, cori (1987–1991)
- Jonathan Spaulding – batteria (1987–1989)
- Mark Davis - batteria
- Bob Fernandez – batteria, percussioni (1994)
- Shannon Larkin - batteria, percussioni (1994-1997, 2010-2021)

## Discografia

### Album in studio
- 1992 - America's Least Wanted
- 1995 - Menace to Sobriety
- 1996 - Motel California
- 2015 - Uglier Than They Used ta Be
- 2022 - Rad Wings of Destiny

### Raccolte
- 1998 - The Very Best of Ugly Kid Joe: As Ugly as It Gets
- 2002 - The Collection

### EP
- 1991 - As Ugly as They Wanna Be
- 2012 - Stairway to Hell

### Singoli
- 1992 - Everything About You
- 1992 - Neighbor
- 1992 - So Damn Cool
- 1993 - Cats in the Cradle
- 1993 - Busy Bee
- 1994 - Goddamn Devil
- 1995 - Cloudy Skies
- 1995 - Milkman's Son
- 1995 - Tomorrow's World
- 1996 - Sandwich
- 2012 - Devil's Paradise
- 2022 - That Ain't Livin'
- 2022 - Kill The Pain
- 2022 - Long Road